# فرودگاه سوخوتاهی
فرودگاه سوخوتاهی (به انگلیسی: Sukhothai Airport) یک فرودگاه همگانی با کد یاتا THS است . این فرودگاه در کشور تایلند قرار دارد و در ارتفاع ۵۵ متری از سطح دریا واقع شده است.